# Farnace II del Ponto
Farnace (in greco antico: Φαρνάκης?, Pharnákēs; in latino Pharnăcēs; 97 a.C. circa – 47 a.C.), chiamato nella storiografia moderna Farnace II del Ponto, è stato un sovrano pontico, nono re del Ponto dal 63 a.C. alla sua morte.

## Biografia
Si racconta che nel 63 a.C., Fárnace, considerato da tutti il figlio prediletto del grande Mitridate e da quest'ultimo designato a succedergli, preoccupato per la spedizione paterna in Italia che gli avrebbe definitivamente negato il perdono da parte dei Romani (con un possibile ritorno sul trono del Ponto), formò una congiura contro il padre, che però fu scoperta. Tutti i congiurati furono messi a morte, tranne il figlio che invece fu perdonato. Ma quest'ultimo, temendo la collera paterna, cominciò a spargere la voce di quali sventure sarebbero andati incontro, nel caso in cui avessero seguito il padre nella sua folle impresa di raggiungere il suolo italico.
Molti cominciarono a disertare, temendo l'ennesimo fallimento, compresa la flotta che serviva per il trasporto iniziale delle truppe. Mitridate, avendo intuito che qualcosa era cambiato, inviò alcuni messaggeri per essere informato su quanto stava accadendo, ricevendo la formale richiesta di lasciare definitivamente il regno in mano al giovane figlio, Farnace, tanto più che aveva commesso numerosi ed orribili omicidi a danno dei suoi stessi figli, dei suoi stessi amici e generali.
Mitridate, allora, fuori di sé per la collera, temendo inoltre di essere consegnato ai Romani, prima tentò di suicidarsi con del veleno, cui risultò però immune, e subito dopo si diede la morte grazie ad un generale dei Galli di nome Bituito, che lo aiutò a trafiggersi con la spada. Questa fu la fine del re del Ponto, che combatté Roma per quasi trent'anni.
Morto il padre, Farnace accettò inizialmente l'influenza di Roma, venendo messo a capo di un regno satellite da Gneo Pompeo Magno. In seguito, approfittando della guerra civile tra Pompeo e Gaio Giulio Cesare (49 a.C.), tentò di allargare i propri domini a discapito dei vicini, occupando Sinope ed avendo come obiettivo l'occupazione di Amiso. Il re locale, Deiotaro, si rivolse al rappresentante di Cesare nell'area, Gneo Domizio Calvino, il quale attaccò Farnace, ma venne pesantemente sconfitto.
Farnace si occupò allora di sedare le rivolte, ma, quando Cesare iniziò una campagna militare per ristabilire l'ordine in Asia, il sovrano riconobbe il problema, cercando prima di eluderlo riconoscendo il dominio romano, e poi di risolverlo affrontando il generale romano in battaglia. Lo scontro, passato alla storia come battaglia di Zela, vide Cesare vincitore.
Farnace tornò in patria con mille cavalieri, rifugiandosi a Sinope, per poi muovere con soldati mercenari sarmati e sciti ad occupare Teodosia e Panticapea, ma fu sconfitto e ucciso in combattimento contro Asandro, dopo 15 anni di regno, il quale entrò definitivamente all'interno del dominio romano.